# Рукард
Рукард — российская  группа компаний, работающих в области информационных технологий для финансового сектора, а также для нефинансового сектора экономики (небанковский процессинг). Основная деятельность связана с разработкой технологических решений для кредитно-финансовых организаций, оказанием процессинговых услуг в России и странах СНГ. Оператор собственной платёжной системы, разработчик и поставщик автоматизированных программных решений. Штаб-квартира расположена в городе Москва. Компания  в 2015 году и была продана другим собственникам.

## Состав группы компаний «Рукард»
• ООО «РУКАРД» — сертифицированный международными платёжными системами процессор (банковский процессинг)
• ООО «РУСОФТ» — разработчик и поставщик автоматизированных программных решений
• ООО «ПК РУКАРД» — процессор, обслуживающий программы лояльности (небанковский процессинг)
• КБ «ГЕОБАНК» (ООО) — оператор платёжной системы (ПС) REXPAY, прямой участник ПС UnionPay, косвенный участник МПС VISA Inc. и MasterCard

## Собственники и руководство
Коваль Юрий Анатольевич (председатель совета директоров)

## Свидетельства, лицензии, сертификаты ГК «Рукард»
- Лицензия ФСБ России в области защиты информации[9]
- Статус TPP и MSP: процессинговые услуги и программное обеспечение сертифицированы VISA Inc. и MasterCard WorldWide[10]

- Процессор принципалов: ПАО «УРАЛСИБ»[11], ЗАО «Банк Русский Стандарт», ПАО "РОСБА[12]НК", ОАО «ВБРР», а также ряда банков, работающих по программам American Express, Diners Club и JCB
- Процессинговые услуги РУКАРД соответствуют требованиям безопасности PCI DSS (Data Security Standart) и сертифицирован в качестве Service Provider Level[1]
- Сертификат по программе PCI (Payment Card Industry)[13]

- Compliance сертификат (Certificate of Compliance) международной компании «Trustwave, Information Sec. & Compliance», обладающей статусом QSA («Qualified Security Assessor»)

## Деятельность
ГК «Рукард» предоставляет процессинговые услуги банкам России и стран СНГ по международным картам VISA (статус ТРР) и MasterCard (статус MSP).
• Занимается разработкой и поставкой программного обеспечения для автоматизации банковского ретейла,
организацией денежных переводов в режиме on-line: MoneyGram, Анелик,Юнистрим.
В 2005 году международная система денежных переводов MoneyGram назначила процессинговый центр «Рукард» своим технологическим представителем на территории России .
В августе 2006 года ГК «РУКАРД» была сертифицирована на предмет соответствия международным нормам и стандартам AmEx по обслуживанию торгово-сервисных предприятий через самостоятельный технологический шлюз. Сертификация гарантировала совместимость форматов обработки информации между терминальным оборудованием «Рукард» и программными системами American Express, в результате Рукард получила возможность самостоятельно программировать и обслуживать терминалы, установленные в торгово-сервисных предприятиях — клиентах компании, и самостоятельно процессировать карты American Express.
В 2010 году международная система денежных переводов Юнистрим (UNIStream) И ГК «Рукард» реализовали полномасштабную программу, реализация которой позволила обеспечить доступ банков — партнёров компании «Рукард» к денежным переводам.

### Показатели деятельности
Стратегический партнёр более чем 200 банков. Общее количество обслуживаемых процессинговым центром локальных и международных карт превышает 2 млн штук. В сети Рукард установлено и подключено к обслуживанию более 4,5 тыс. банкоматов и свыше 15,5 тыс. POS — терминалов.
С 2004 г. Рукард выступает в роли системного интегратора по внедрению автоматизированных банковских систем и систем банковского самообслуживания.
Сотрудничество ГК «Рукард» и компании «Ланит» в сфере ИТ для банков согласно данным CNews Analytics отмечено как один из наиболее значимых проектов 2011 года в этой области.
В 2012 г. ГК «Рукард» выигран государственный тендер и заключён контракт по проведению исследований и разработке материалов в проекте межгосударственной целевой программы «Создание системы информационного и методического обеспечения реализации единого порядка экспортного контроля государств-членов Евразийского экономического сообщества» в части, касающейся российского сегмента.

## Конференции, презентации ГК «Рукард»
2 октября 2003 года в Новосибирске состоялась презентация «РУКАРД» — лидера на российском рынке процессинговых услуг по международным пластиковым картам. В презентации приняли участие банкиры из Новосибирска, Омска, Красноярска , Сургута, Тюменской и Нижегородской области и других регионов. На презентации также выступили партнёры компании «РУКАРД»: Загоренко А.И («Ланит»), Дмитриева Татьяна («Дельта-Системы»), Бауман С. Е. («Центр Социальных технологий») и др. Основной темой презентации стали технологии работы с пластиковыми картами, реализация банками различных проектов на картах платёжных систем VISA и MasterCard.
13 мая 2008 году в московском отеле «Holliday Inn Moscow Lesnaya» Группа компаний «РУКАРД» провела конференцию-семинар, основной темой которого стали «Современное состояние рынка ретейловых банковских услуг в России и последние тенденции в области безналичных расчетов».